# Aurore de Vitré (basket-ball)
Maillots
Actualités
La section basket-ball de l'Aurore de Vitré, club omnisports français basé dans la ville de Vitré a son équipe première qui évolue en Nationale Masculine 1, soit le 3e échelon national du championnat français.

## Histoire
Le club de l'Aurore Vitré Basket fut créé en 1930. Au départ, les joueurs de l'équipe étaient des gardes mobiles en garnison à la caserne de Vitré (Ille-et-Vilaine). Avec les années, l'équipe première a su gravir les échelons et est arrivée en 1966 en NM2, la quatrième division française. En 2001, les joueurs atteignent pour la première fois la troisième division française, la NM1. Pendant plusieurs années, l'équipe vacille entre la NM2 et la NM1. En 2015, l'équipe première remonte en NM1. Le 27 mai 2018, l'Aurore de Vitré devient champion de France de Nationale 2.

## Identité du club

### Logos

Logo jusqu'en 2024.
Logo depuis 2024.

## Effectif actuel
Voici l'effectif de l'Aurore Vitré Basket Bretagne pour la Saison 24/25 pour le Championnat de france de basket-ball de National Masculine 1.

## Salle de la Poultière
La salle a été construite en 1977 puis agrandie en 1997 avec une capacité de 1 000 places. En 2020, une nouvelle tribune est inaugurée, la capacité de la salle passe à 1 499 places.

## Bilan par saison
| Saison    | Div.          | Class.           | %Vic | V - D   | Playoffs               | Coupe de France | Entraîneur                 |
| --------- | ------------- | ---------------- | ---- | ------- | ---------------------- | --------------- | -------------------------- |
| 2004-2005 | 4 Nationale 2 | 2e/14 - Poule C  | 73 % | 19 - 07 | Finaliste des barrages | 32e de finale   | Patrice Scléar             |
| 2005-2006 | 4 Nationale 2 | ?                | ?    | ?       | ?                      | ?               | Laurent Zaknoun            |
| 2006-2007 | 4 Nationale 2 | 3e/14 - Poule C  | 65 % | 17 - 09 | -                      | ?               | Laurent Zaknoun            |
| 2007-2008 | 4 Nationale 2 | 10e/14 - Poule C | 46 % | 12 - 14 | -                      | ?               | Laurent Zaknoun            |
| 2008-2009 | 4 Nationale 2 | 4e/14 - Poule C  | 69 % | 18 - 08 | -                      | Non qualifié    | Loïc Bourserie             |
| 2009-2010 | 4 Nationale 2 | 12e/14 - Poule C | 27 % | 07 - 19 | -                      | Non qualifié    | Loïc Bourserie             |
| 2010-2011 | 4 Nationale 2 | 5e/15 - Poule C  | 54 % | 15 - 13 | -                      | Non qualifié    | Christophe Gicquel         |
| 2011-2012 | 4 Nationale 2 | 4e/14 - Poule C  | 62 % | 16 - 10 | -                      | Non qualifié    | Laurent Zaknoun            |
| 2012-2013 | 4 Nationale 2 | 7e/14 - Poule C  | 50 % | 13 - 13 | -                      | Non qualifié    | Laurent Zaknoun            |
| 2013-2014 | 4 Nationale 2 | 4e/14 - Poule C  | 65 % | 17 - 09 | -                      | Non qualifié    | Laurent Zaknoun            |
| 2014-2015 | 4 Nationale 2 | 2e/14 - Poule C  | 81 % | 21 - 05 | 3e                     | Non qualifié    | Laurent Zaknoun            |
| 2015-2016 | 3 Nationale 1 | 12e/18           | 50 % | 17 - 17 | -                      | 32e de finale   | L.Zaknoun Zoran Durdevic   |
| 2016-2017 | 3 Nationale 1 | 16e/18           | 38 % | 13 - 21 | -                      | 16e de finale   | Z.Durdevic Guillaume Merie |
| 2017-2018 | 4 Nationale 2 | 1re/14 - Poule C | 85 % | 22 - 04 | Champion               | Non qualifié    | Mike Gonsalves             |
| 2018-2019 | 3 Nationale 1 | 8e/14 - Poule B  | 46 % | 11 - 13 | 4e/10 - Groupe B       | 64e de finale   | Mike Gonsalves             |
| 2018-2019 | 3 Nationale 1 | 8e/14 - Poule B  | 46 % | 11 - 13 | 8e de finale           | 64e de finale   | Mike Gonsalves             |
| 2019-2020 | 3 Nationale 1 | 7e/14 - Poule A  | 50%  | 13 - 13 | Annulé                 | 16e de finale   | Julien Cortey              |
| 2020-2021 | 3 Nationale 1 | 4e/14 - Poule A  | 65%  | 17 - 09 | Annulé                 | 32e de finale   | Julien Cortey              |
| 2021-2022 | 3 Nationale 1 | 6e/14 - Poule A  | 46%  | 12 - 14 | 1re/10 - Groupe B      | 64e de finale   | Julien Cortey              |
| 2021-2022 | 3 Nationale 1 | 6e/14 - Poule A  | 46%  | 12 - 14 | 8e de finale           | 64e de finale   | Julien Cortey              |
| 2022-2023 | 3 Nationale 1 | 5e/14 - Poule A  | 58%  | 15 - 11 | 4e/10 - Groupe A       | 32e de finale   | Fabien Calvez              |
| 2022-2023 | 3 Nationale 1 | 5e/14 - Poule A  | 58%  | 15 - 11 | 8e de finale           | 32e de finale   | Fabien Calvez              |
| 2023-2024 | 3 Nationale 1 | 6e/14 - Poule A  | 50%  | 13 - 13 | 4e/10 - Groupe B       | 32e de finale   | Fabien Calvez              |
| 2023-2024 | 3 Nationale 1 | 6e/14 - Poule A  | 50%  | 13 - 13 | 8e de finale           | 32e de finale   | Fabien Calvez              |

## Joueurs célèbres ou marquants
- Benoit Claude
- Christophe Lion
- Vincent Margueritte
- Pierre Méhaignerie, député maire de la ville de Vitré et ancien ministre, joueur de l'Aurore jusqu'à ses 25 ans.
- Wilbert Brown
- Guillaume Merie

## Entraîneurs successifs
- 2022- :  Fabien Calvez
- 2019-2022 :  Julien Cortey
- juin 2017 - 2019 :  Mike Gonsalves
- décembre 2015 - juin 2017 :  Zoran Đurđević
- 2011 - décembre 2015 :  Laurent Zaknoun[3]
- 2010 - 2011:  Christophe Gicquel[4]
- 2008 - 2010:  Loïc Bourserie[4]
- 2005 - 2008:  Laurent Zaknoun[4]
- 2003 - 2005:  Patrice Scléar[4]
- 1997 - 2002:  Loïc Bourserie[4]
- 1982 - 1996:  Pascal Chevallier et Yves Lecaillier[4]
- 1980 - 1982:  Eugène Jugdé[4]
- 1977 - 1980:  Michel Gasnier[4]
- 1973 - ?: Étienne Foucher
- 1965 - 1973 : Jean-Louis Pasquet[4],[5]
- 1957 - 1965 :  Urbain Grésil[4]
- 1950 - ?:  Jean Tarabeux[4]
- 1945 - 1950:  Maudet le Berre[4]